# Жозеф Прессман
Жозеф Прессман (фр. Joseph Pressmane; 1904-1967) — французький художник єврейського та українського походження. Представник неформальної української групи художників Паризької школи.

## Біографія
Йосиф Прессман народився 22 липня 1904 року в Україні у селі Берестечко (нині місто у Волинській області). Навчався у Львівській школі вишуканих мистецтв, потім — у Варшаві. Відомо, що у 1925 році він мандрував по Близькому Сході і Палестині.
У 1927 році оселився у Парижі. Прессман отримує французьке громадянство і працює в Академії Рансона з Роже Бісьєром. Жозеф малює пейзажі, портрети, твори у жанрі «ню» у експресіоністській манері, характерній для Паризької школи, а також настінні розписи. У 1929 році його роботи виставляють в Осінньому салоні Парижу 1929 року, виставці Незалежних художників і в Тюїльрі. У 1930 році в паризькій галереї Studio 28 відбулась виставка Української групи у складі 20 художників, серед яких був і Жозеф Прессман. У 1931 році він підписує дуже вигідний контракт з галеристом Леопольдом Зборовським, який купує майже всі його полотна.
Під час Другої світової війни Жозеф Прессман переховується від гестапо у підвалах будинків та туалетах на Бульварі Порт-Роял. Відомо, що його дружина кілька разів рятувала йому життя, ховаючи його у шафі.
Після війни Прессман знову повертається до живопису. Він бере участь у створенні мистецької групи «Художники — свідки свого часу», проводить персональні виставки у Сент Пласіді (1947, 1952, 1955, 1961, 1962), Маріньї (1950), на Виставці сучасних російських живописців і скульпторів «Франція — СРСР» (1945) і виставці, організованій Союзом радянських патріотів (1947). У 1951 році він був удостоєний Премії критики, в 1952 році — премії Бюхле у Швейцарії, а в 1971 році під час Осіннього салону відбулася його ретроспективна виставка.
Художник уникав зайвої публічності, не брав участі у світському житті. Невідомі точні час та місце його смерті: між 1967 та 1970 роками, у Парижі або у США.